# Cardinals komet
Cardinals komet eller C/2008 T2 (Cardinal) är en icke-periodisk komet som upptäcktes den 1 oktober 2008 av Robert D. Cardinal vid Rothney Astrophysical Observatory, University of Calgary, Kanada. Upptäckten gjordes när Cardinal sökte efter en asteroid i området nära Polstjärnan, ett område på himlen där man normalt inte letar efter nya himlakroppar.
Fotografierna med upptäckten togs den 1 oktober men det var först några dagar senare när Cardinal granskade sina bilder som han gjorde upptäckten. Fler bilder som bekräftade upptäckten togs 6 och 7 oktober. Man kunde snart bekräfta att det var en komet.
Som närmast jorden befann sig kometen den 20 mars 2009 på ett avstånd av 1,73 AU.